# Штефан-Водський район
Штефан-Водський район або Штефан-Воде (рум. Ştefan Vodă) — район у південно-східній Молдові. Адміністративний центр — Штефан-Воде. До 1991 року Суворовський район.

## Населення
Національний склад населення згідно з Переписом населення Молдови 2004 року.
| етнічна група       | кількість осіб | Частка, %  |
| ------------------- | -------------- | ---------- |
| молдовани румуни    | 65 318 562     | 92,53 0,80 |
| українці            | 2 182          | 3,09       |
| росіяни             | 1 918          | 2,72       |
| цигани              | 219            | 0,31       |
| болгари             | 145            | 0,21       |
| ґаґаузи             | 64             | 0,09       |
| євреї               | 1              | 0,01       |
| поляки              | 4              | 0,01       |
| інші національності | 181            | 0,26       |
| Всього              | 70 594         | 100        |

## Адміністративний поділ

### Міста
1. Штефан-Воде, районний центр, колиш. Суворово.

### Села
1. Алава (Alava)
  - Лазо (Lazo)
2. Антонешть (Antoneşti, Антонешть), колиш. Антонівка
3. Брезоая (Brezoaia)
4. Карахасань (Carahasani, Карахасань)
5. Кеплань (Căplani, Кеплань)
6. Чобурчі (Cioburciu, Чобурчіу)
7. Копчак (Copceac)
8. Крокмаз (Crocmaz), колиш. Коркмаз
9. Єрмоклія (Ermoclia)
10. Фештеліца (Feşteliţa)
11. Нижня Мар'янівка (Marianca de Jos, Маріанка де Жос)
12. Оленешть (Olăneşti, Оленешт)
13. Паланка (Palanca)
14. Попяска (Popeasca), колиш. Попівка
15. Пуркар (Purcari, Пуркар)
  - Віїшоара (Viişoara)
16. Раскаєць (Răscăieţi, Рескеєць)
  - Нові Раскаєци (Răscăieţii Noi, Рескеєций Ной)
17. Семенівка (Semionovca)
18. Слободзея (Slobozia, Слобозія)
19. Штефенешть (Ştefăneşti, Штефенешт)
20. Талмаза (Talmaza)
21. Тудора (Tudora, Тудора)
22. Волінтірь (Volintiri, Волинтир)